# Mutford
Mutford is een civil parish in het bestuurlijke gebied Waveney, in het Engelse graafschap Suffolk.